# Ельбасан Рашані
Ельбасан Рашані (алб. Elbasan Rashani, нар. 9 травня 1993) — косовський і норвезький футболіст, нападник клубу «Клермон» та національної збірної Косова.

## Клубна кар'єра
Народився 9 травня 1993 року народився в албанській сім'ї, вихідців з Косова, у шведському містечку Гіллерсторп. Ріс він у норвезьких Крагеро і Бе. Вихованець футбольної школи клубу «Одд».
10 квітня 2011 року Рашані дебютував за першу команду у норвезькій Тіппелізі, вийшовши на заміну на 87-й хвилині гостьового поєдинку проти «Стремсгодсета». 10 серпня 2012 року він забив свій перший м'яч на вищому рівні, відзначившись голом престижу на 81-й хвилині гостьової зустрічі проти «Волеренги». Всього ж у рідному клубі провів чотири сезони, взявши участь у 69 матчах чемпіонату. 
Своєю грою за цю команду привернув увагу представників тренерського штабу данського «Брондбю», до складу якого приєднався 24 липня 2014 року, підписавши 4-річний контракт. Відіграв за команду з Брондбю наступні півтора сезони своєї ігрової кар'єри, проте основним гравцем не став, зігравши лише у 24 матчах. Через це на початку 2016 року він на правах оренди перейшов в норвезький «Русенборг». Відтоді встиг відіграти за команду з Тронгейма 16 матчів у національному чемпіонаті.

## Виступи за збірні
2010 року дебютував у складі юнацької збірної Норвегії, взяв участь у 22 іграх на юнацькому рівні, відзначившись одним забитим голом.
Протягом 2012–2014 років залучався до складу молодіжної збірної Норвегії. На молодіжному рівні зіграв в 11 офіційних матчах, забив 2 голи.
13 листопада 2015 року дебютував в офіційних матчах у складі національної збірної Косова в товариській грі проти збірної Албанії (2:2), замінивши на 67-й хвилині півзахисника Мергіма Брахімі. А вже на 70-й хвилині гри він забив гол, вивівши свою команду вперед у рахунку. Наразі провів у формі головної команди країни 2 матчі.
| Дата       | Місто              | Господарі         | Результат | Гості   | Турнір           | Голи | Примітки |
| ---------- | ------------------ | ----------------- | --------- | ------- | ---------------- | ---- | -------- |
| 13/11/2015 | Приштина           | Косово            | 2 – 2     | Албанія | товариський матч | 1    | 67'      |
| 03/06/2016 | Франкфурт-на-Майні | Фарерські острови | 0 – 2     | Косово  | товариський матч | 1    | 79'      |
| Усього     |                    | Матчів            | 2         |         | Голів            | 2    |          |

## Досягнення
- Чемпіон Норвегії (1):

«Русенборг»:  2016
- Володар Кубка Норвегії (1):

«Русенборг»:  2016
- Володар Суперкубка Норвегії (1):

«Русенборг»:  2017